# Phytolacca rivinoides
Phytolacca rivinoides är en kermesbärsväxtart som beskrevs av Carl Sigismund Kunth och Carl David Bouché. Phytolacca rivinoides ingår i släktet kermesbärsläktet, och familjen kermesbärsväxter. Inga underarter finns listade i Catalogue of Life.

## Bildgalleri

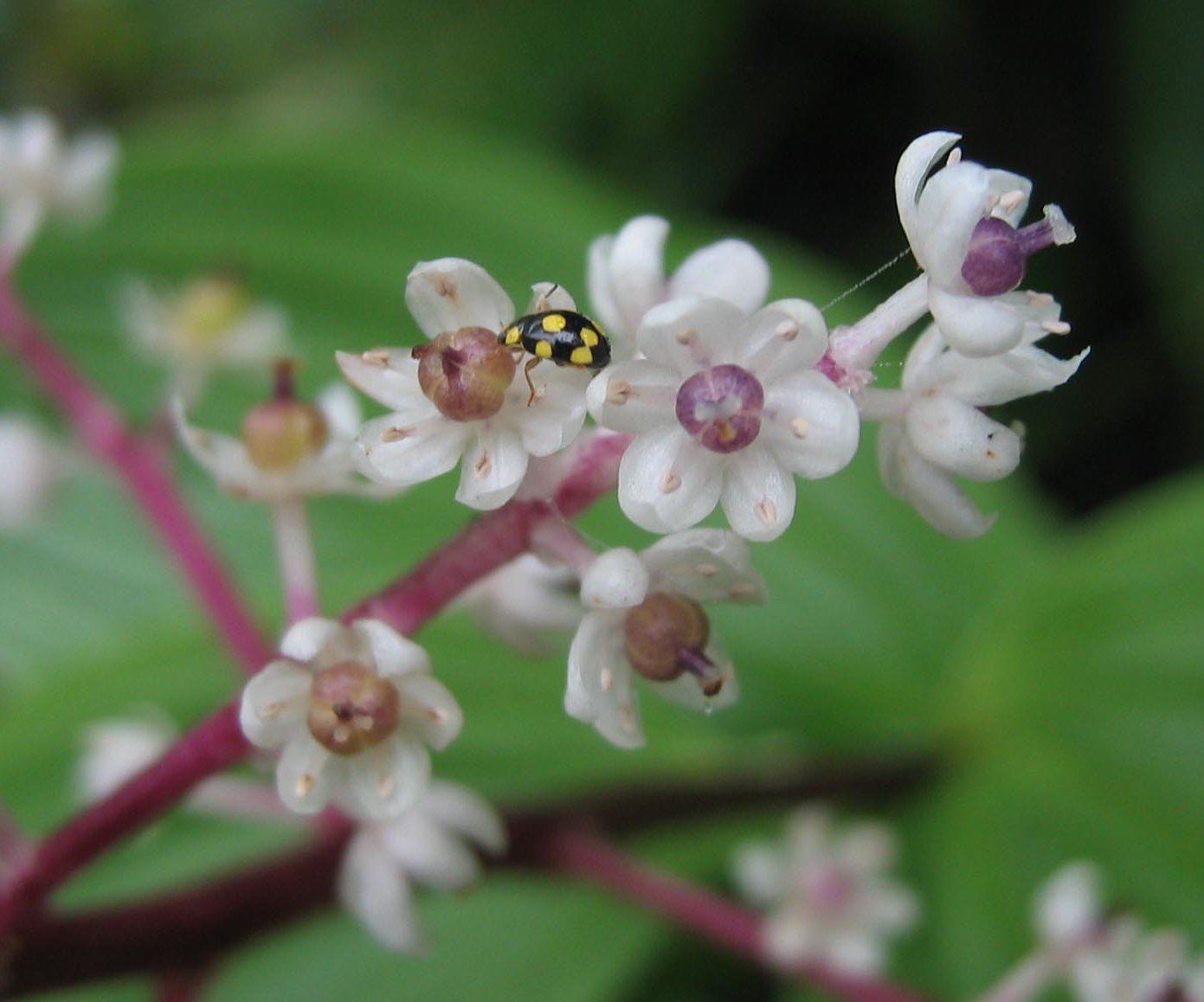
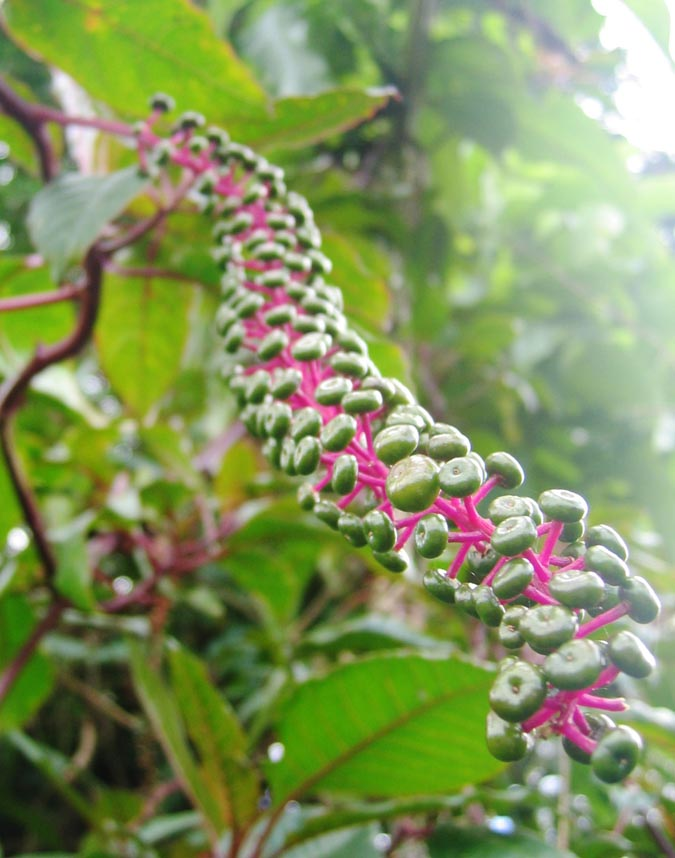
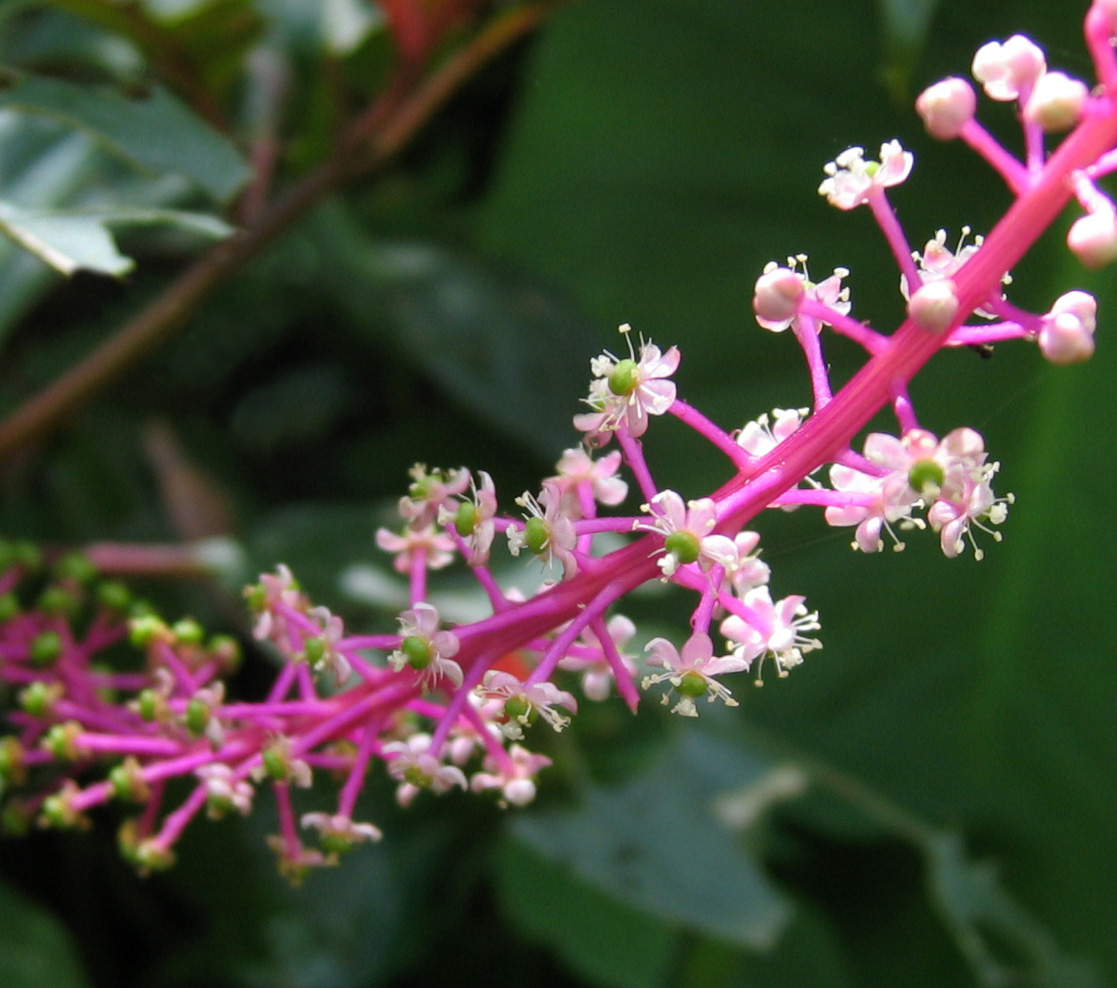
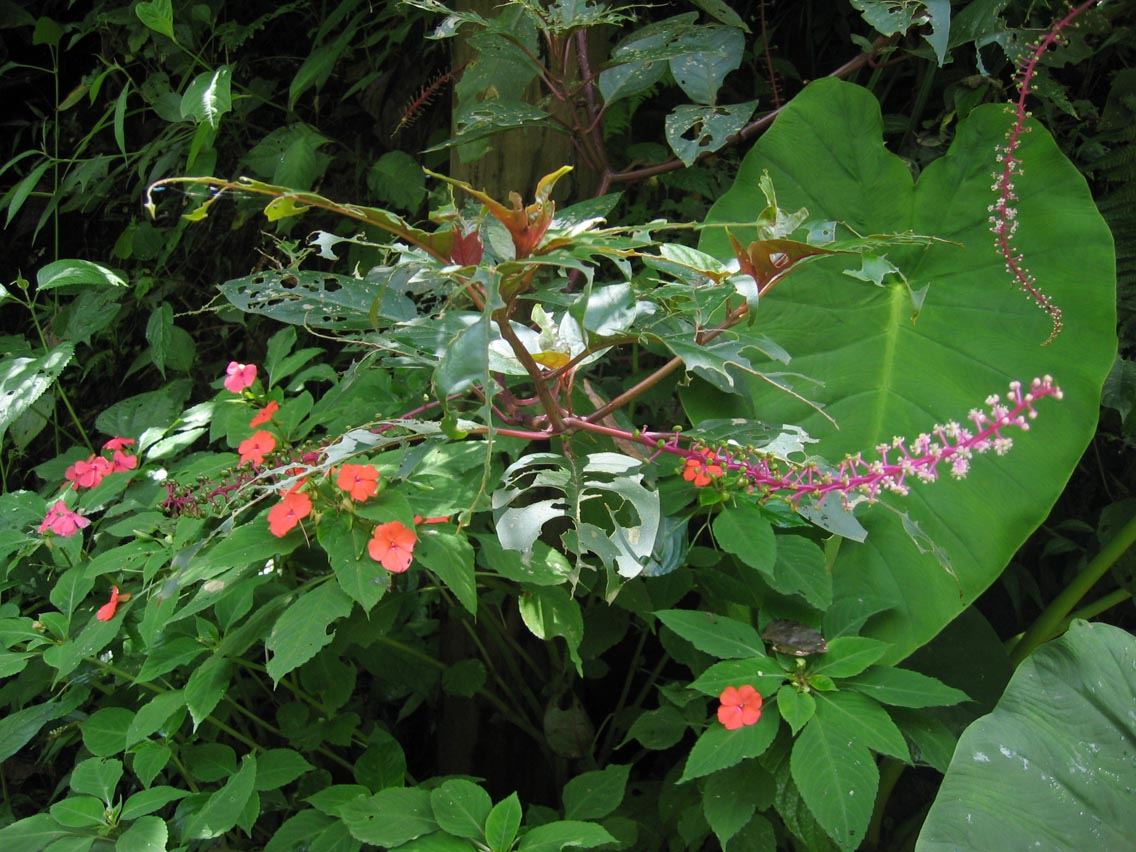
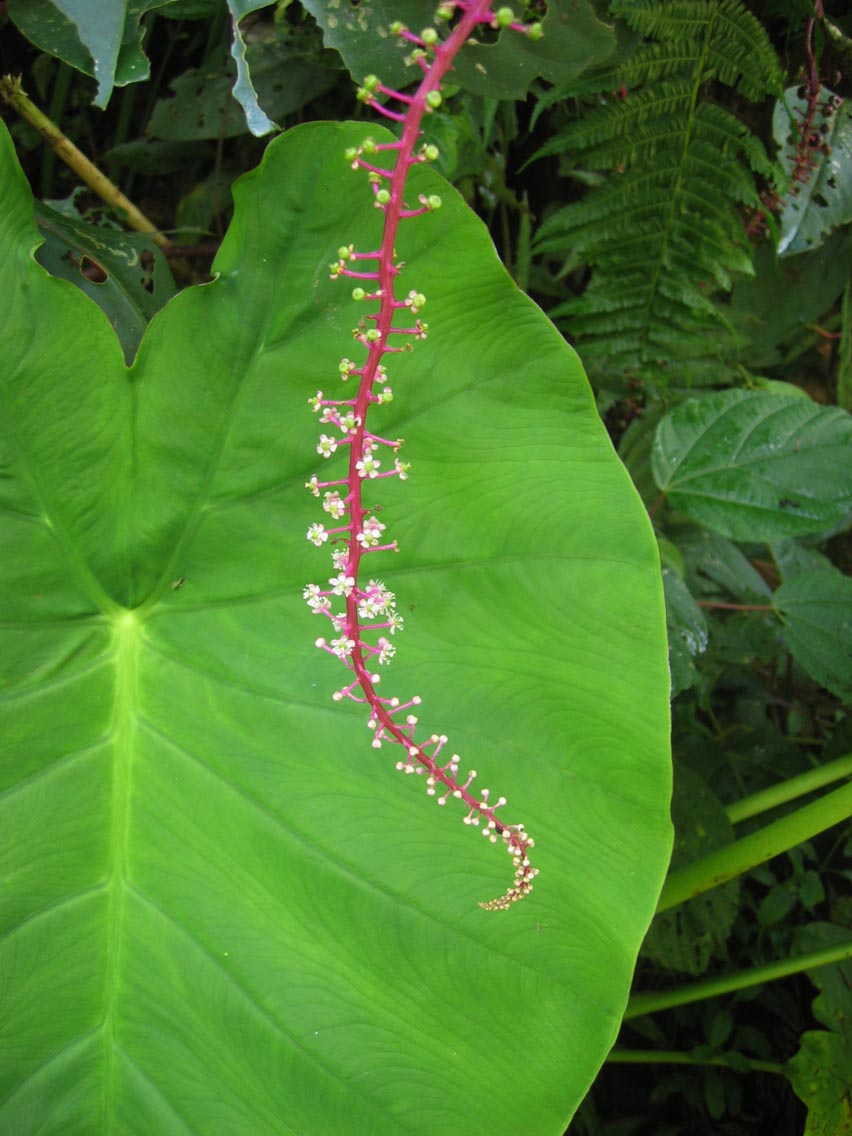